# Uries
Uries (románul: Valea Urieșului) falu Romániában, Maros megyében.

## Története
Mezőceked község része. A trianoni békeszerződésig Torda-Aranyos vármegye Marosludasi járásához tartozott.

## Népessége
2002-ben 312 lakosa volt, ebből 311 román és 1 cigány nemzetiségű.

## Vallások
A falu lakóinak többsége ortodox hitű.